# Kukushili
Kukushili, ook wel Songzhiling is een berg in het centraalnoordelijke deel van de Changthang op het Tibetaans Hoogland. Het ligt in Xinjiang op de grens met de Tibetaanse Autonome Regio op een hoogte van 6388 meter.